# Kisko
Kisko (/ˈkisko/) là một đô thị của Phần Lan.
Vị trí ở tỉnh của Tây Phần Lan thuộc vùng Tây Nam Phần Lan. Đô thị này có dân số 1.869 người (thời điểm ngày 31 tháng 12 năm 2004)và diện tích 284,13 km² trong đó có 30,98 km² là diện tích mặt nước. Mật độ dân số là 7,38 người trên mỗi km².
Dân đô thị này chỉ sử dụng tiếng Phần Lan